# Als je bij me blijft
Als je bij me blijft is een lied van de Nederlandse artiest $hirak in samenwerking met de Belgisch-Nederlandse rapper Cristian D en Nederlandse rappers Bilal Wahib en Ronnie Flex en Algerijns-Franse rapper Boef. Het werd in 2022 als single uitgebracht.

## Achtergrond
Als je bij me blijft is geschreven door Bilal Wahib, Sofiane Boussaadia, Emanuel Doru, Ronell Plasschaert, Alex Christensen, Alexej Potechin, Peter Koenemann, Sergej Zhukov en Julien Willemsen en geproduceerd door $hirak. Het is een nummer uit het genre nederhop. Het nummer is een bewerking van het lied Around the World (La La La La La) van ATC, wat op zichzelf weer een cover is van Pesenka van de Russische band Roeki Vverch!. In het nummer zingt de liedverteller over een vrouw waar hij bij wil zijn en zegt hoe het is als zij bij hem blijft. Het lied werd uitgebracht in een periode dat meerdere Nederlandse artiesten liedjes uit de jaren 90 en de zeroes coverden, zoals Amsterdam en Vluchtstrook. De single heeft in Nederland de platina status.
Het is de eerste keer dat deze artiesten tegelijk samen op een lied te horen zijn. Onderling werden er meerdere hitsingles samen gehaald voordat ze Als je bij me blijft uitbrachten. Zo had $hirak met Cristian D de hit Amsterdam, met Boef en Ronnie Flex de hit Miljonair en met alleen Ronnie Flex Maria. $hirak, Cristian D en Ronnie Flex herhaalden in 2023 hun samenwerking op Baddie. Cristian D en Wahib waren samen te horen op 1234 en Wahib stond met Ronnie Flex op het nummer 501. Wahib en Ronnie Flex herhaalden in 2022 de samenwerking nogmaals op Love song. Met Boef had Wahib de single Vergeten uitgebracht. Ten slotte stonden Ronnie Flex en Boef, naast Miljonair, onder andere samen op de nummers Come again en Slow down. Cristian D en Boef hadden voor Als je bij me blijft nog niet met elkaar samengewerkt, maar herhaalden de samenwerking wel op Probleem en met $hirak en Lil' Kleine op Pornstar martini.

## Hitnoteringen
De artiesten hadden succes met het lied in de hitlijsten van het Nederlands taalgebied. Het piekte op de tweede plaats van de Single Top 100 en stond zeventien weken in de lijst. In de Vlaamse Ultratop 50 was het één week genoteerd, waarin het op de 42e plek kwam. Er was geen notering in de Top 40, maar het kwam tot de zesde plaats van de Tipparade.